# Johannes von Tepl

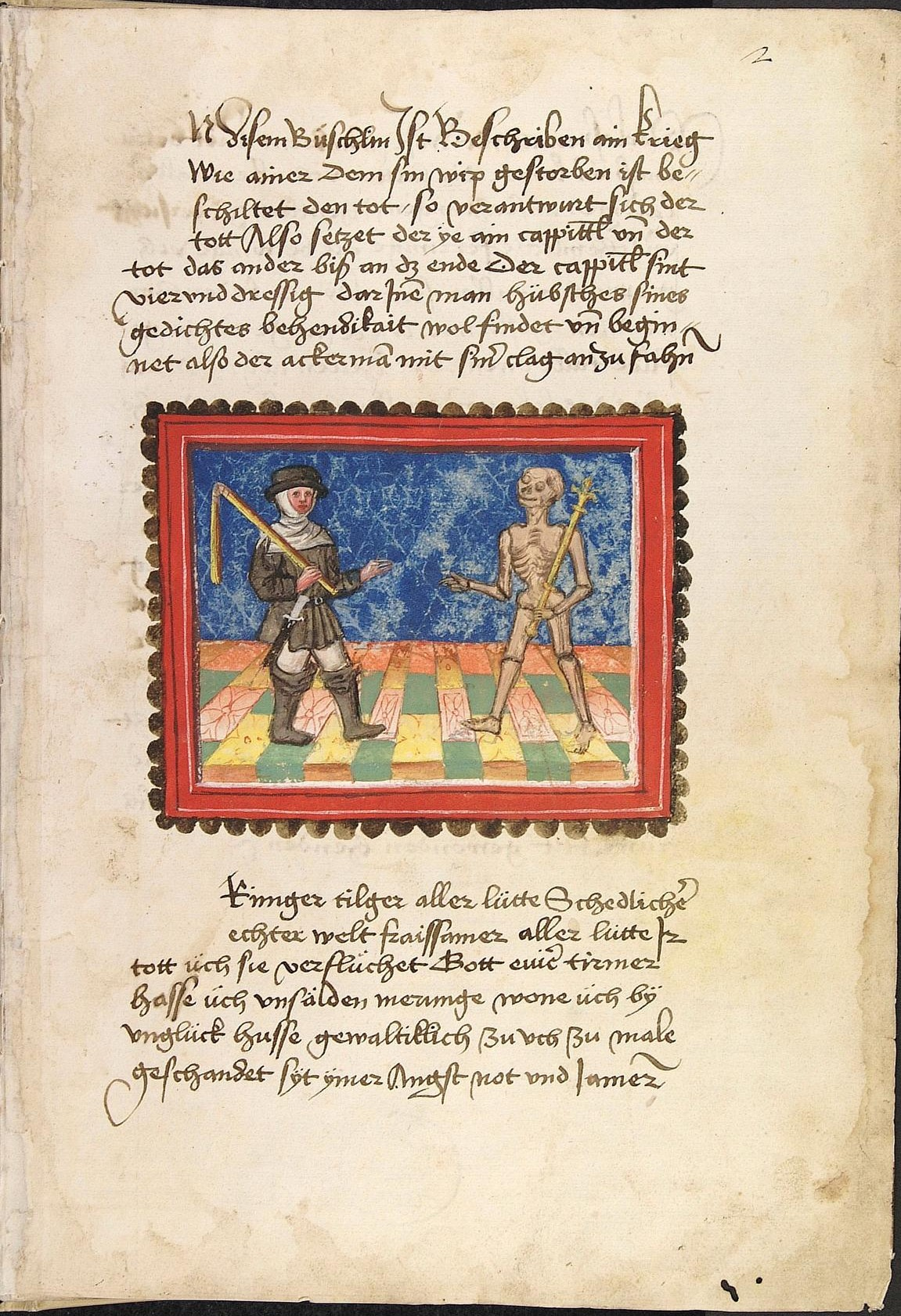
Cod. Pal. germ. 76, Blatt 2r: Der Ackermann aus Böhmen – Der Ackermann klagt den Tod an (erste Textseite; Werkstatt des Ludwig Henfflin um 1470, vermutlich in Stuttgart)

Johannes von Tepl oder Johann von Tepl (auch Johannes von Saaz, tschechisch Jan ze Žatce, Johann Ackermann oder Johannes von Schüttwa; * um 1350 in Schüttwa, Königreich Böhmen; † 1414 in Prag) war ein deutscher Dichter, Stadtschreiber und Notar.
Mit dem Ackermann aus Böhmen (erstmals als Druckwerk um 1460) verfasste er um 1401 eine der wichtigsten deutschsprachigen Prosadichtungen des späten Mittelalters. Das Streitgespräch zwischen einem Bauern („ackerman“) und dem personifizierten Tod gilt als einer der wenigen literarisch bedeutenden deutschsprachigen Texte des späten Mittelalters. Gleichzeitig ist Der Ackermann aus Böhmen auch ein Bindeglied zum frühen Humanismus.

## Leben

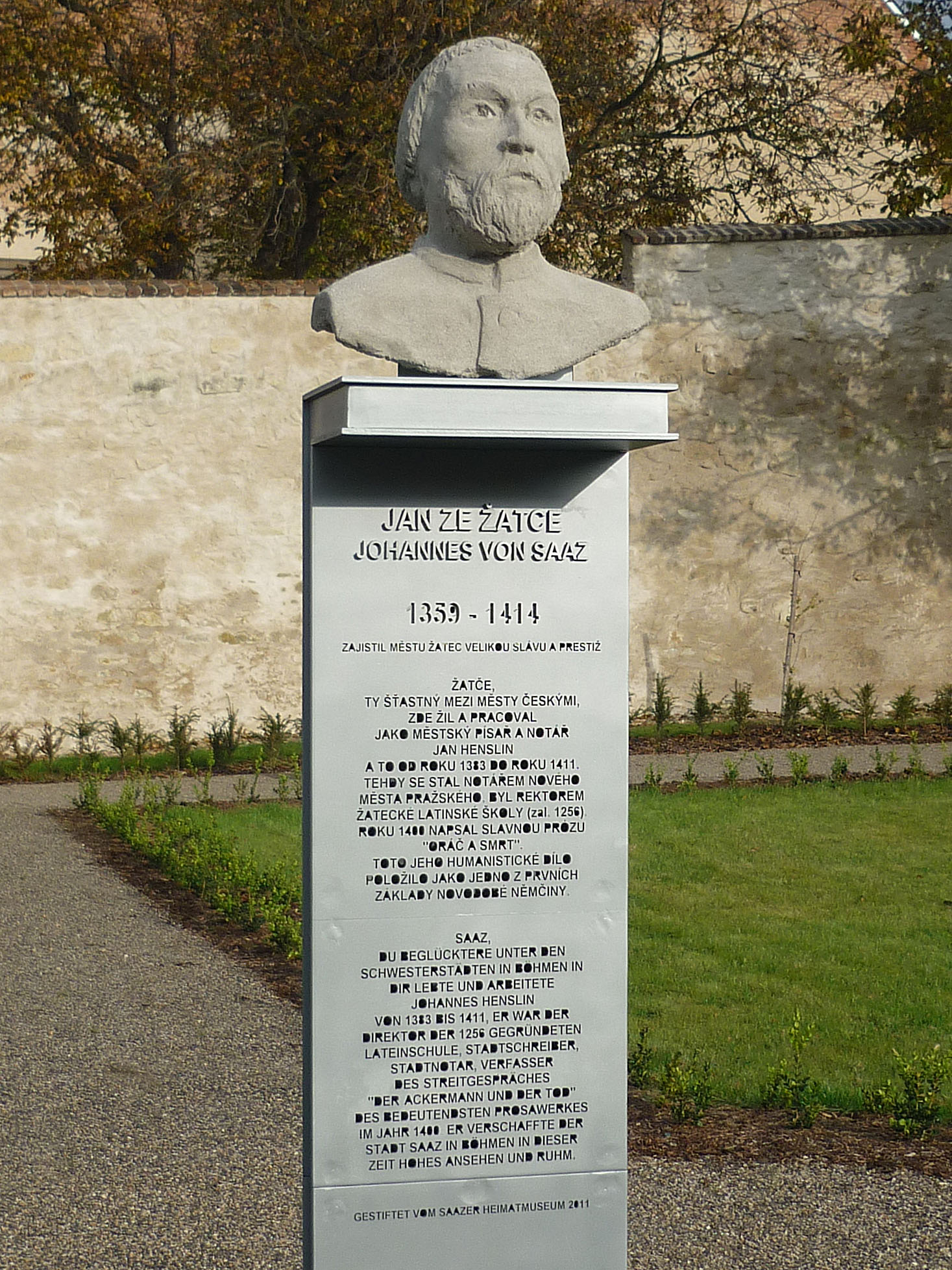
Johannes-von-Tepl-Denkmal in Žatec (Saaz)

Johannes von Tepl wurde um 1350 in Schüttwa (Šitboř), einem Dorf in Westböhmen, geboren. Seinen Namen hat er möglicherweise von der Klosterschule in Tepl, die er als Knabe besuchte, was allerdings nicht nachgewiesen ist. Eventuell war Tepl sein erster Wirkungsort. Er nannte sich manchmal auch Johannes de Sitbor. Sein wohlhabender Vater besaß dort bis 1374 eine Pfarre.
Tepl absolvierte zunächst ein Studium der Artes liberales, wahrscheinlich an der 1348 gegründeten Prager Universität. Ein Aufbaustudium der Jurisprudenz an einer anderen Universität ist wahrscheinlich. Mehrere Urkunden belegen, dass er die Würde eines Magisters erlangte. Er wirkte ab ca. 1373 zunächst als öffentlicher Notar (notarius civitatis) und seit den frühen achtziger Jahren als Leiter der örtlichen Lateinschule (rector scolarium) in Saaz. Seit dem Jahr 1383 führte er außerdem das Saazer Stadtbuch.
Seine vielfältigen Tätigkeiten machten ihn zu einem Mitglied der städtischen Eliten. Der Rat der Stadt verlieh ihm wegen seiner Verdienste auf ein Jahr die Berechtigung, Wein, Bier und Met auszuschenken. Man geht davon aus, dass ihm dies hohe Einnahmen eingebracht habe, denn nicht viel später kaufte er sich vor der Stadtmauer einen Bauplatz und errichtete dort ein turmartiges Gebäude. 1404 gewährte ihm König Wenzel wieder eine zusätzliche Einnahme: Johannes von Tepl durfte von jedem Schlächter, der Fleisch auf den Markt brachte, Geld verlangen.
Ab 1411 lebte er als Pronotar in der Prager Neustadt. Dort kaufte er 1411 ein Haus in der Brenta-Gasse (heute Spálená 23) Allerdings erkrankte er schon 1413 und starb dann im darauffolgenden Jahr.

## Das Andenken an Johannes von Tepl
Im Klostergarten der Stadt Žatec (Saaz) wurde im Oktober 2011 ein Johannes-von-Tepl-Denkmal eingeweiht. Sein Geburtsort Šitboř (Schüttwa) errichtete ihm in 2018 eine Stele. In mehreren tschechischen Städten, darunter Žatec, sind Straßen nach ihm benannt. In Deutschland gibt es eine Johannes-von-Tepl-Straße in Donauwörth. Außerdem wurde der seit 1995 jährlich verliehene Egerländer Kulturpreis nach Johannes von Tepl benannt.

## Werke
- Der Ackermann aus Böhmen (um 1401, üblich sind auch die Titel Der Ackermann und Der Ackermann und der Tod. Faksimile-Ausg. d. 1. Druckes. Insel-Verl., Leipzig 1919. Digitalisierte Ausgabe der Universitäts- und Landesbibliothek Düsseldorf)
- 10 Verse im St.-Hieronymus-Offizium (1404)